# Jean Parmentier

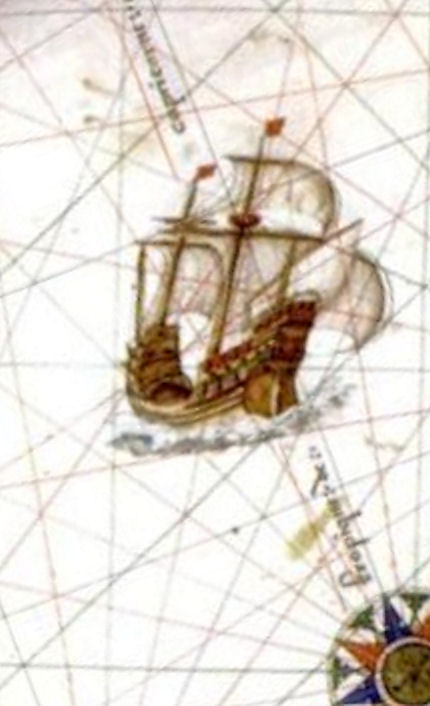
Nave próxima a "Java la Grande" en el Atlas Vallard, 1547, de la llamada Escola de Dieppe.

Los hermanos Jean Parmentier (Dieppe, 1494 - Tiku, Sumatra, 3 de diciembre de 1529) y Raoul Parmentier (1499 - Tiku, 8 de diciembre de 1529) fueron dos navegantes franceses recordados porque fueron los primeros franceses que doblaron el cabo de Buena Esperanza en un viaje a Sumatra. Jean fue también un cartógrafo, humanista y poeta varias veces coronado en el concurso de Normandía.

## Biografía
Jean nació en 1494 en Dieppe. Raúl nació en 1499. Jean estudió en la famosa escuela de cartografía de Dieppe y gracias a su profesor, Pierre Desceliers, llegó a ser un experto en la realización de cartas marinas, mapamundis y globos terráqueos. Luego se convirtió en navegante y explorador, viajando a Terranova, Guinea, el Caribe (en especial a la isla de La Española) y Brasil.

### La expedición a Sumatra
El armador de Dieppe Jean Ango, sabiendo de sus dotes para la navegación, le confió la primera expedición francesa al Lejano Oriente que tenía como objeto romper el monopolio de los portugueses en el comercio de las especias. El 3 de abril de 1529 los hermanos Parmentier zarparon de Dieppe. Jean iba como capitán de La Pensée, una embarcación de 200 toneladas, y Raúl iba al mando del Sacre, de 120 toneladas, un poco más rápido.
La enfermedad —incluyendo el escorbuto— había causado muchas víctimas entre la tripulación. El 18 de septiembre los marineros avistaron las islas Maldivas, donde descansaron. El 20 de octubre las dos naves llegaron a la vista de la isla de Pulo Nyasalandia, y el 29 estaban a la vista de la costa occidental de Sumatra. Anclaron en Tiku. Jean ya estaba enfermo y murió el 3 de diciembre, siendo enterrado en la isla, cerca de Tiku. Raúl murió cinco días después. Su cuerpo fue arrojado al mar. Pierre Mauclerc tomó el mando del Sacre y Guillaume Sapin el de La Pensée. Ambos barcos siguieron a lo largo de la costa hacia el sur en busca de pimienta, que no encontraron en Tiku. Anclaron el 23 de diciembre en Indrapoura y solamente pudieron obtener 375 kilos de pimienta.
Los supervivientes votaron que hacer y decidieron volver a Francia y el 22 de enero de 1530 ponen rumbo hacia el oeste. En marzo, poco después de doblar el cabo de Buena Esperanza, una tormenta separó los dos barcos, que lograron reencontrarse después de cruzar el Ecuador. Los pocos supervivientes, en ambas naves, llegaron a Dieppe en mayo o junio.
En 1531 Pierre Crignon, astrónomo y piloto jefe de la expedición, publicó una colección de los poemas escritos por su amigo Jean Parmentier durante el difícil periplo que fueron presentados al rey Francisco I de Francia.
Aunque Jean era muy conocido como cartógrafo, ninguno de sus mapas ha sobrevivido. En la expedición participó Jean Sasi, Le Grand Peintre", que a su regreso protagonizó un importante desarrollo de los mapas de Dieppe, influyendo en el trabajo de otros cartógrafos de Dieppe, como Jean Rotz.

## Obras
- Jean Parmentier, Œuvres poétiques,  éd. critique par François Ferrand, Genève, Droz, 1971.
- Jean Parmentier, Journal de voyage de Dieppe à l'île de Sumatra en l'année 1529, La Rochelle, La Découvrance, 2005.